# Se...kara
Se...kara fue un faraón de la dinastía XIII de Egipto, que gobernó c. 1604-1602 a. C.
Una parte de su nombre, Se... kara, está inscrito en el Canon Real de Turín, en el registro VII, 16. El fragmento de papiro donde figuraba la duración de su reinado se perdió. Está precedido por "...ubenra Hor" (Hor III), y le sucede "...enra" (Sonebmiyu). Sus hijos pueden ser Suahenra Sonebmiyu (Sonebmiyu), Minemaes y Sit...(¿?)
Los últimos mandatarios de la dinastía XIII solamente gobernaron en las regiones próximas a Tebas, en el Alto Egipto. 
En esta época, los reyes hicsos, pertenecientes a la dinastía XV, habían conquistado Menfis y dominaban el Bajo Egipto, haciendo tributarios a los habitantes de casi todo Egipto. 

## Testimonios de su época
Sólo es citado en el Canon Real de Turín por su Nombre de Trono: "nsw bi.tj Se...kara" (El rey del Alto y Bajo Egipto Se...kara).

## Titulatura
| Titulatura | Jeroglífico | Transliteración (transcripción) - traducción - (referencias) |

| N5 | s | HASH | D28 | Z1 | G7 |

| N5 | s | HASH | D28 | Z1 | G7 |

| N5 | s | HASH | D28 | Z1 | G7 |

| N5 | s | HASH | D28 | Z1 | G7 |

| N5 | s | HASH | D28 | Z1 | G7 |

| N5 | s | HASH | D28 | Z1 | G7 |

| N5 | s | HASH | D28 | Z1 | G7 |

| N5 | s | HASH | D28 | Z1 | G7 |

| N5 | s | HASH | D28 | Z1 | G7 |

| N5 | s | HASH | D28 | Z1 | G7 |

| N5 | s | HASH | D28 | Z1 | G7 |

| N5 | s | HASH | D28 | Z1 | G7 |

| N5 | s | HASH | D28 | Z1 | G7 |

| N5 | s | HASH | D28 | Z1 | G7 |

| N5 | s | HASH | D28 | Z1 | G7 |

| N5 | s | HASH | D28 | Z1 | G7 |